# Памятник Гоголю (Гоголевский бульвар)
Па́мятник Го́голю на Гоголевском бульваре — скульптурный монумент, в Москве на Гоголевском бульваре.
Установлен в честь Н. В. Гоголя в 1952 году, в год столетия со дня смерти писателя, на месте старого памятника (1909), который был перемещён в парк дома-музея Гоголя на Никитском бульваре д. 7. Скульптор Н. В. Томский, архитектор Л. Г. Голубовский.

## История
Известно, что И. В. Сталин недолюбливал «скорбного» Гоголя, мимо которого ему регулярно приходилось проезжать на пути из Кремля на Кунцевскую дачу. Безусловно, без его одобрения не могли ни убрать прежний памятник, ни установить новый. К конкурсам на новый памятник вернулись в конце 1940-х — начале 1950-х годов с целью его установить к столетию со дня смерти Н. В. Гоголя; эту дату планировалось широко отметить в 1952 году. В конкурсах участвовали многие талантливые и именитые скульпторы того времени: С. Д. Меркуров, М. Г. Манизер, Г. И. Мотовилов, Е. В. Вучетич и другие. Победителем стал Н. В. Томский..
Победа Николая Томского в конкурсе не была случайной. В 1951 году он исполнил мраморный бюст Н. В. Гоголя (ныне — в Третьяковской галерее), за который годом позже был удостоен Сталинской премии (пятой по счёту в карьере скульптора). Увеличенная копия этого бюста (также в мраморе) была установлена на могиле Гоголя; тот же бюст послужил отправной точкой для создания проекта бронзового памятника писателю в полный рост.
Однако невозможно утверждать, что судьба прежнего памятника была окончательно предрешена ещё до начала 1950-х годов. Известен проект памятника Гоголю, разработанный С. Д. Меркуровым и датированный 1945 годом, который готовился не на замену андреевскому памятнику, а для установки напротив него — через площадь — на Никитском бульваре, возле бывшей усадьбы графа А. П. Толстого. (Именно с этим проектом Меркуров позднее участвовал в конкурсах). Вероятно, во второй половине 1940-х ещё не было окончательного решения о замене одного памятника другим и прорабатывался вариант установки нового памятника на новом месте.
2 марта 1952 года состоялось торжественное открытие нового памятника. Образ писателя был представлен в новой интерпретации: полным сил, стоящим во весь рост на высоком постаменте, улыбающимся и излучающим оптимизм. В официальной прессе публиковались исключительно положительные отзывы, но в среде московской интеллигенции возобладало негативное отношение к новому, «весёлому» Гоголю. Сразу же после открытия получила распространение эпиграмма на памятник Томского:
Юмор Гоголя нам мил,

Слёзы Гоголя — помеха.

Сидя, грусть он наводил,

Пусть теперь стоит — для смеха!

Невыразительность, шаблонность нового монумента отмечались многими. Из стихотворения Юлии Друниной:
Безлик сей Гоголь...

Прежний спрятан в дворик.

Кто объяснит: зачем и почему?

Пускай здесь разбирается историк —

Я трансплантаций этих не пойму.
Александр Городницкий в стихотворении «Два Гоголя» в 1977 году написал: 
Два Гоголя соседствуют в Москве.

Один над облаками дымной гари

Стоит победоносно на бульваре,

И план романов новых в голове.

Другой неподалёку за углом,

Набросив шаль старушечью на плечи,

Сутулился, душою искалечен,

Больною птицей прячась под крылом.

А московский поэт и литературный критик Лев Озеров откликнулся таким четверостишьем:
Плывёт бульвар с Арбатом в паре,

Дворы пустынны в декабре.

Весёлый Гоголь — на бульваре,

Печальный Гоголь — во дворе.
В книге «Алмазный мой венец» Валентин Катаев, сравнивая оба монумента, также отмечал безликость, почти карикатурность нового памятника:
Незримая всевластная рука истории переставляла памятники, как шахматные фигуры, а иные из них вовсе сбрасывала с доски. Она переставила памятник Гоголю работы гениального Андреева, тот самый памятник, где Николай Васильевич сидит, скорбно уткнувши свой длинный птичий нос в воротник бронзовой шинели — почти весь потонув в этой шинели, — с Арбатской площади во двор особняка, где по преданию сумасшедший писатель сжёг в камине вторую часть «Мёртвых душ», а на его место водрузила другого Гоголя — во весь рост, в коротенькой пелеринке, на скучном официальном пьедестале, не то водевильный артист, не то столоначальник, лишённый всякой индивидуальности и поэзии.
Пьедестал нового памятника украсило развёрнутое посвящение: «Великому русскому художнику слова Николаю Васильевичу Гоголю от правительства Советского Союза 2 марта 1952 года». (Такое же посвящение появилось и на могиле писателя). На счёт этой надписи писатель и москвовед Пётр Паламарчук иронизировал, что памятником «Советскому правительству от Николая Васильевича Гоголя» стал бы нос (имея в виду коллизию из гоголевской повести «Нос»).
Сам Николай Томский, выступая на съезде Союза художников в 1957 году, невысоко оценивал свою работу:.
Из всех созданных мною в последние годы монументальных произведений я считаю самым неудачным памятник Н.В.Гоголю в Москве, выполненный мной в чрезвычайной спешке к юбилею писателя.
Однако в 1960-е — 1970-е годы отношение к новому памятнику постепенно менялось. У Беллы Ахмадулиной уже находятся сочувственные слова, обращённые к монументу:
Как бедный Гоголь худ там, во главе бульвара,

и одинок вблизи вселенской полыньи.
Несмотря на очевидные художественные изъяны, за монументом Томского позднее стали признавать некоторые достоинства, скорее архитектурного и градостроительного плана. Район Арбатской площади, площади Арбатские Ворота и прилегающих улиц в 1940-е — 1960-е подвергся существенной реконструкции. Изменилась этажность некоторых домов на прилегающих улицах, для расширения площадей снесли ряд построек, возник монолит Генерального штаба, занявший квартал между Знаменкой и Воздвиженкой, и Новый Арбат с многоэтажной застройкой, тоннель, связавший Гоголевский и Никитский бульвары. Тем не менее благодаря выраженной вертикали и чёткому силуэту монумент неплохо визуально воспринимается в довольно «жёстком» архитектурном окружении, не теряется на открытых пространствах.
Вскоре после открытия памятника его копия была установлена в вестибюле московской школы № 59 (бывш. Медведниковской гимназии). Ученики этой школы выиграли Всесоюзный конкурс творческих работ, посвященных творчеству Гоголя, за что учебному заведению 9 февраля 1952 года было присвоено имя писателя.

### Комментарии
1. ↑  Памятник был установлен в 1952 году на место монумента 1909 года, который был перемещён во двор дома-музея Гоголя на Никитский бульвар, рядом с домом № 7 в 1951 году Тем самым в Москве сложилась уникальная ситуация: по обеим сторонам от Арбатской площади, на относительно небольшом расстоянии друг от друга (менее пятисот метров) установлены два памятника одному и тому же человеку.